# Nellie Melba

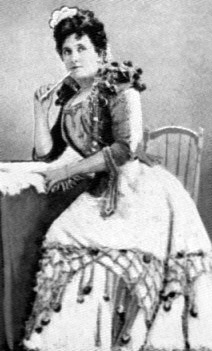
Nelly Melba caracteritzada com a Rosina, de El barber de Sevilla

Nelly Melba (Melbourne, 19 de maig de 1861 - Sydney, 23 de febrer de 1931) va ser una cantant d'òpera australiana. El seu nom real era Helen Porter Mitchell.
Inicialment la seua tessitura era la d'una soprano de coloratura. Va estudiar cant en París amb Mathilde Marchesi i va debutar a Brussel·les amb gran èxit, incorporant la Gilda del Rigoletto, de Giuseppe Verdi.
Altres papers que van fonamentar la seua fama van ser la Violetta de La Traviata, del mateix Verdi, la protagonista de Lucia di Lammermoor, de Gaetano Donizetti, i la Julieta de Romeu i Julieta, de Gounod.
En la seua maduresa va canviar a la tessitura de soprano dramàtica, obtenint grans triomfs amb l'Elsa de Lohengrin de Richard Wagner, i dins de l'òpera verdiana amb la Desdèmona d'Otello i la protagonista d'Aïda. El xef francès Auguste Escoffier, que va ser un dels seus més rendits admiradors, va crear per a ella nombrosos plats i postres com el préssec Melba; quan la diva va començar a tenir problemes amb la seua línia, va inventar així mateix les torrades Melba, per a ajudar a mantenir la seua dieta. Després d'una llarga i triomfal carrera a Europa i als Estats Units d'Amèrica portant com a pianista en tota la gira en Landon Ronald, i en altres gires l'italiana Ada Sassoli-Ruata. La cantant va tornar a la seua Austràlia natal, on va escriure i va publicar la seua autobiografia: Melodies and Memoirs (1925).
Va oferir els seus últims concerts a Austràlia l'any 1928 en el seu país l'acompanyà quasi sempre al piano el neerlandès Johan Backer Lunde. Va morir de septicèmia el 1931, i va ser enterrada en Lilydale. El seguici funerari va ser de més d'un quilòmetre, i la seua mort va ser notícia de portada en tot Europa. La raó de la seua mort es va mantenir en secret molt de temps, però ara es coneix que va ser deguda a una infecció posterior a una operació de cirurgia estètica (vegeu aquest reportatge de l'ABC australiana, en anglès).
Els bitllets de 100 dòlars australians han portat la seua imatge.